# Medalha de Honra Lótus de Ouro
A Medalha de Honra Lótus de Ouro (em chinês:  金蓮花榮譽勳章) é a segunda mais alta condecoração macaense, atribuída desde 2001 pelo governo da Região Administrativa Especial de Macau, em reconhecimento às contribuições significativas para a Região Administrativa Especial de Macau da República Popular da China.

## Lista de galardoados
| Ano  | Galardoados                     |
| ---- | ------------------------------- |
| 2001 | Stanley Ho                      |
| 2001 | Chui Tak Kei                    |
| 2001 | Lao Kuong Po                    |
| 2002 | Lei Sek Chan                    |
| 2002 | Domingos Lam Ka-tseung          |
| 2002 | Hoi Sai Iun                     |
| 2003 | Ng Fok                          |
| 2004 | Lau Cheok Va                    |
| 2005 | Tong Chi Kin                    |
| 2007 | Peter Pan                       |
| 2009 | Leong Heng Teng                 |
| 2009 | Ho Iat Seng                     |
| 2009 | Yeung Tsun Man Eric             |
| 2010 | António Ferreira                |
| 2012 | Associação Comercial de Macau   |
| 2013 | Ho Lai Cheng                    |
| 2014 | Vítor Ng                        |
| 2015 | Florinda Chan                   |
| 2015 | Francis Tam                     |
| 2015 | Cheong Kuoc Vá                  |
| 2015 | José Proença Branco             |
| 2016 | Cheong U                        |
| 2016 | Lei Pui Lam                     |
| 2017 | Choi Lai Hang                   |
| 2018 | Chan Meng Kam                   |
| 2019 | Liu Chak Wan                    |
| 2019 | Ma Iao Lai                      |
| 2020 | Associação de Educação de Macau |
| 2020 | Lau Si Io                       |
| 2020 | Leong Vai Tac                   |
| 2020 | Ma Io Kun                       |